# Ngaraard
Ngaraard ist ein administrativer „Staat“ (eine Verwaltungseinheit) der westpazifischen Inselrepublik Palau. Er liegt im Norden der Hauptinsel Babeldaob.
Das aus den Dörfern (hamlets) Chelab, Chol, Ngebuked, Ngkeklau und dem Hauptort Ulimang bestehende 29 km² große Gebiet grenzt nördlich an Ngarchelong und südlich an Ngardmau und Ngiwal. In den Siedlungen von Ngaraard leben 396 Menschen (Stand 2020).